# Ruango
Ruango (em inglês: Ruhango) é uma cidade da Ruanda situada na província (intara) do Sul. Segundo censo de 2012, havia 17 051 habitantes. É capital do distrito de Ruango.